# Городское поселение Быково
Городско́е поселе́ние Быко́во — упразднённое муниципальное образование (городское поселение) в Раменском муниципальном районе Московской области России.
Административным центром был рабочий посёлок Быково.

## География
Расположено было в северной части района.
Общая площадь — 1014 га.

## История
Образовано в 2006 году, включило рабочий посёлок Быково и деревню Апариха позже упразднённого Вялковского сельского округа.
4 мая 2019 года Раменский муниципальный район был упразднён, а все входившие в него городские и сельские поселения объединены в новое единое муниципальное образование — Раменский городской округ.

## Население
| 2007    | 2008    | 2009    | 2010    | 2011    | 2012    | 2013    | 2014    |
| ------- | ------- | ------- | ------- | ------- | ------- | ------- | ------- |
| 9082    | ↗9156   | ↗9309   | ↗10 470 | ↗10 741 | →10 741 | ↗10 831 | ↗10 852 |
| 2015    | 2016    | 2017    | 2018    | 2019    |         |         |         |
| ↗10 918 | ↗11 011 | ↘10 914 | ↗10 933 | ↗10 937 |         |         |         |

## Состав городского поселения
| № | Населённый пункт | Тип населённого пункта                  | Население |
| - | ---------------- | --------------------------------------- | --------- |
| 1 | Апариха          | деревня                                 | ↘89       |
| 2 | Быково           | рабочий посёлок, административный центр | ↗8895     |